# Our Man in Jazz
Our Man in Jazz è un album dal vivo del sassofonista jazz statunitense Sonny Rollins, pubblicato dalla RCA Victor Records nel gennaio del 1963  .

## Tracce
LP (1963, RCA Victor Records, LPM 2612/LSP 2612)
Lato A
1. Oléo – 25:32 (musica: Sonny Rollins) – Registrato dal vivo il 27-30 luglio 1963 al The Village Gate di New York City

Lato B
1. Dearly Beloved – 8:15 (testo: Johnny Mercer – musica: Jerome Kern) – Registrato dal vivo il 27-30 luglio 1963 al The Village Gate di New York City
2. Doxy – 15:08 (musica: Sonny Rollins) – Registrato dal vivo il 27-30 luglio 1963 al The Village Gate di New York City

CD (2001, RCA Victor Records, 74321851602)
1. Oléo – 25:25 (musica: Sonny Rollins)
2. Dearly Beloved – 8:15 (testo: Johnny Mercer – musica: Jerome Kern)
3. Doxy – 15:17 (musica: Sonny Rollins)
4. You Are My Lucky Star – 5:24 (testo: Arthur Freed – musica: Nacio Herb Brown) – Traccia bonus - Registrato il 20 febbraio 1963 a New York City
5. I Could Write a Book – 3:15 (testo: Lorenz Hart – musica: Richard Rodgers) – Traccia bonus - Registrato il 20 febbraio 1963 a New York City
6. There Will Never Be Another You – 5:43 (testo: Mack Gordon – musica: Harry Warren) – Traccia bonus - Registrato il 20 febbraio 1963 a New York City

## Formazione
- Sonny Rollins – sassofono tenore
- Don Cherry – cornetta
- Bob Cranshaw – contrabbasso
- Henry Grimes – contrabbasso (tracce bonus del CD: N° 4, 5 e 6)
- Billy Higgins – Billy Higgins

### Produzione
- George Avakian e Bob Prince – produzione
- Registrazioni effettuate dal vivo al The Village Gate, Greenwich Village, New York City
- Paul Goodman – ingegnere delle registrazioni
- David B. Hecht – foto copertina frontale album originale
- Joe Alper – foto retrocopertina album originale
- George Avakian – note retrocopertina album originale [3]